# HD92568
HD92568 — хімічно пекулярна зоря спектрального класу A4, що має видиму зоряну величину в смузі V приблизно  8,6.
Вона  розташована на відстані близько 621,3 світлових років від Сонця.